# Biastes brevicornis
Biastes brevicornis là một loài Hymenoptera trong họ Apidae. Loài này được Panzer mô tả khoa học năm 1798.